# L'Anse
L'Anse é uma vila localizada no estado americano de Michigan, no Condado de Baraga.

## Demografia
Segundo o censo americano de 2000, a sua população era de 2107 habitantes.
Em 2006, foi estimada uma população de 1992, um decréscimo de 115 (-5.5%).

## Geografia
De acordo com o United States Census Bureau tem uma área de
6,6 km², dos quais 6,6 km² cobertos por terra e 0,0 km² cobertos por água. L'Anse localiza-se a aproximadamente 206 m acima do nível do mar.

## Localidades na vizinhança
O diagrama seguinte representa as localidades num raio de 44 km ao redor de L'Anse.